# Marktfontaine (Bonn)

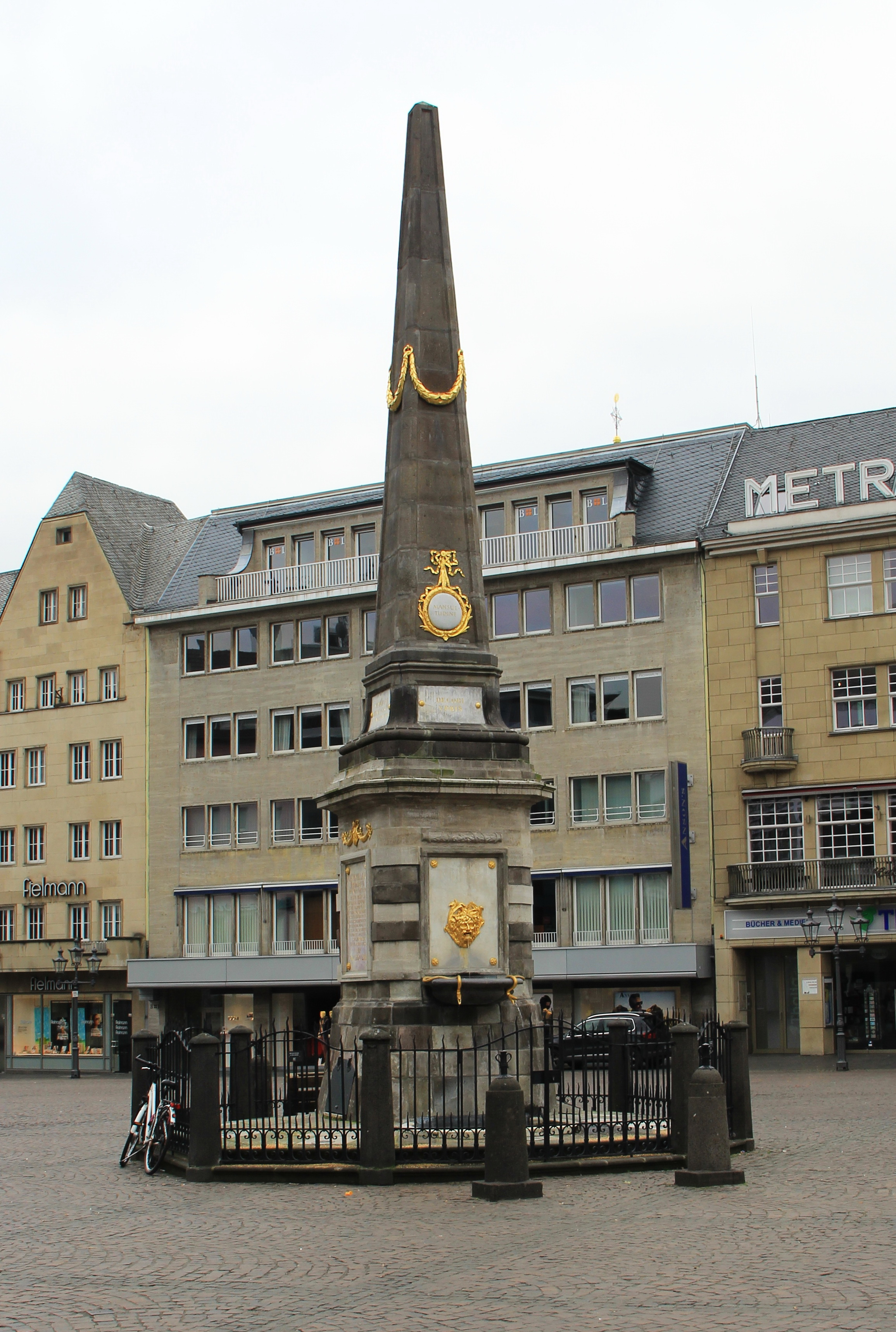
Marktfontaine (2016)

Die Marktfontaine ist ein Brunnen auf dem Bonner Marktplatz vor dem Alten Rathaus. Er steht als Baudenkmal unter Denkmalschutz.
Aus einem kleinen Wasserbecken reckt sich ein Obelisk gen Himmel, der früher noch von einem Kurhut (der Krone der Kölner Kurfürsten) gekrönt wurde. Dieser Kurhut wurde während der französischen Besatzungszeit von Soldaten Napoleons heruntergeschlagen und später von den Bonner Verantwortlichen nicht wieder erneuert. So behielt die Marktfontaine ihre heutige Form und wird von vielen Bonnern wegen ihres Aussehens einfach nur der „Obelisk“ genannt.

## Geschichte
Erbaut wurde die Marktfontaine im Jahre 1777 auf Befehl des Kurfürsten Maximilian Friedrich von Königsegg-Rothenfels. Sie musste von den Bonner Bürgern finanziert werden, die über diese Belastung wenig erfreut gewesen sein dürften. So erhält die Lobeshymne auf den Fürsten, die die Seite des Obelisken einmal in lateinischer und einmal in deutscher Sprache ziert, durchaus eine ironische Note, wenn es dort etwa heißt: „Du grubst Dein Denkmaal selbst in unsre Herzen ein…“ Es ist allerdings nicht bekannt, ob dem selbstbewussten Herrscher dieser Tatbestand aufgefallen ist.
2013 wurde das Bauwerk aufwändig saniert.

### Darstellung der römischen Zahl
Von besonderem Interesse ist die Schreibweise der Römischen Jahreszahl (1777). Hier wurde für die Zahl Tausend nicht das sonst übliche „M“ gewählt, sondern eine vereinfachte Form des Griechischen Buchstaben Phi. Ein Tatbestand, der vielen Betrachtern Rätsel aufgibt:
Die Römer haben für ihre Sprache das griechische Alphabet adaptiert, hatten aber für die Buchstaben Chi, Psi und Phi keine Entsprechung. Das brachte sie dazu, diese Buchstaben für ihre Zahlen zu verwenden. Chi (X) für 10, halbiert (V) für 5; Psi (abgewandelt zu L) für 50; Phi (ein Kreis, der durch einen senkrechten Strich halbiert wird, φ), für 1000, das „D“, das die zweite Hälfte bildet, steht für 500. Das „M“ für mille passum (tausend Schritte) wurde von der römischen Armee benutzt und stellt die heute übliche Schreibweise der Zahl 1000 dar.

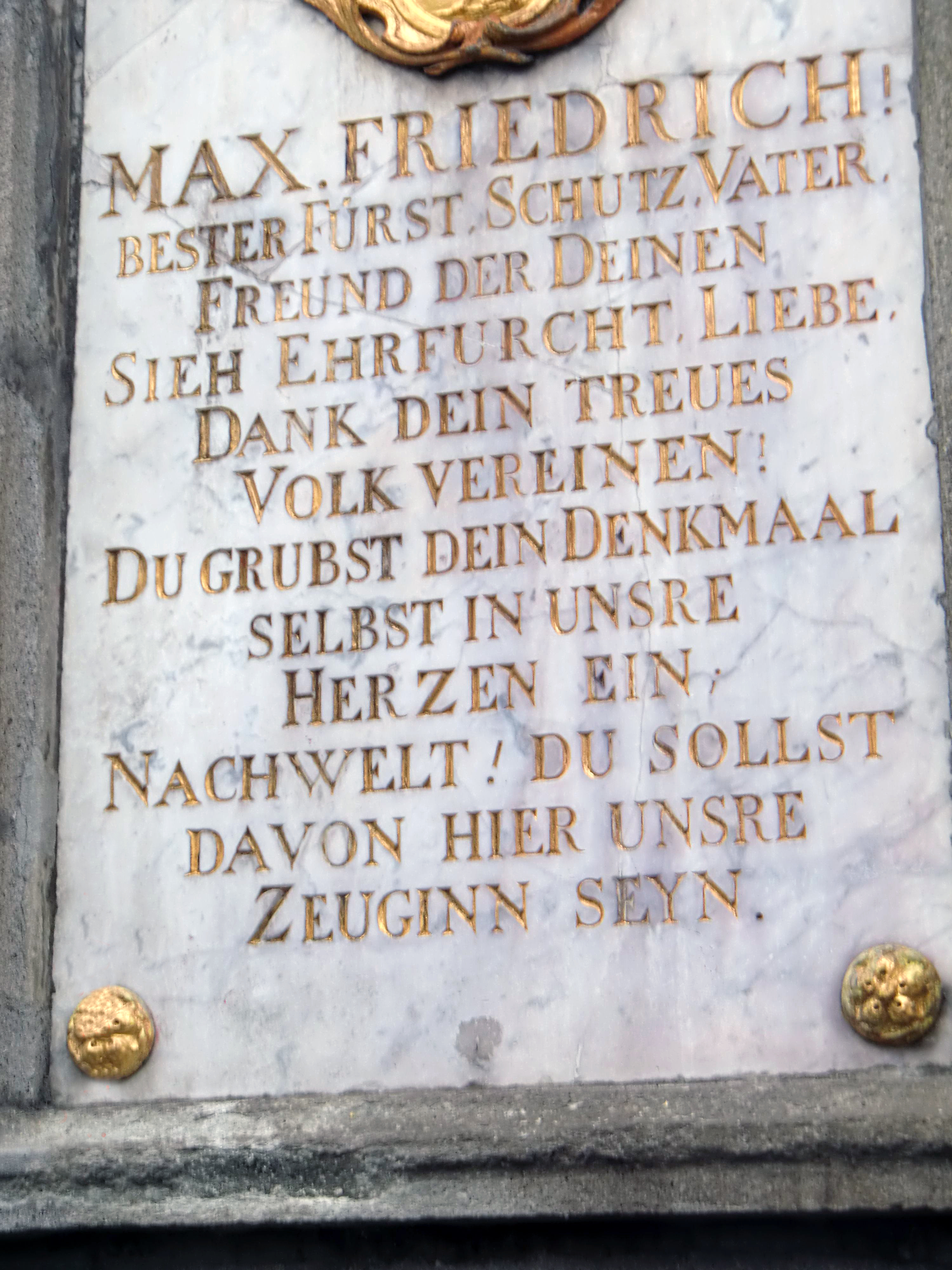
Inschrift
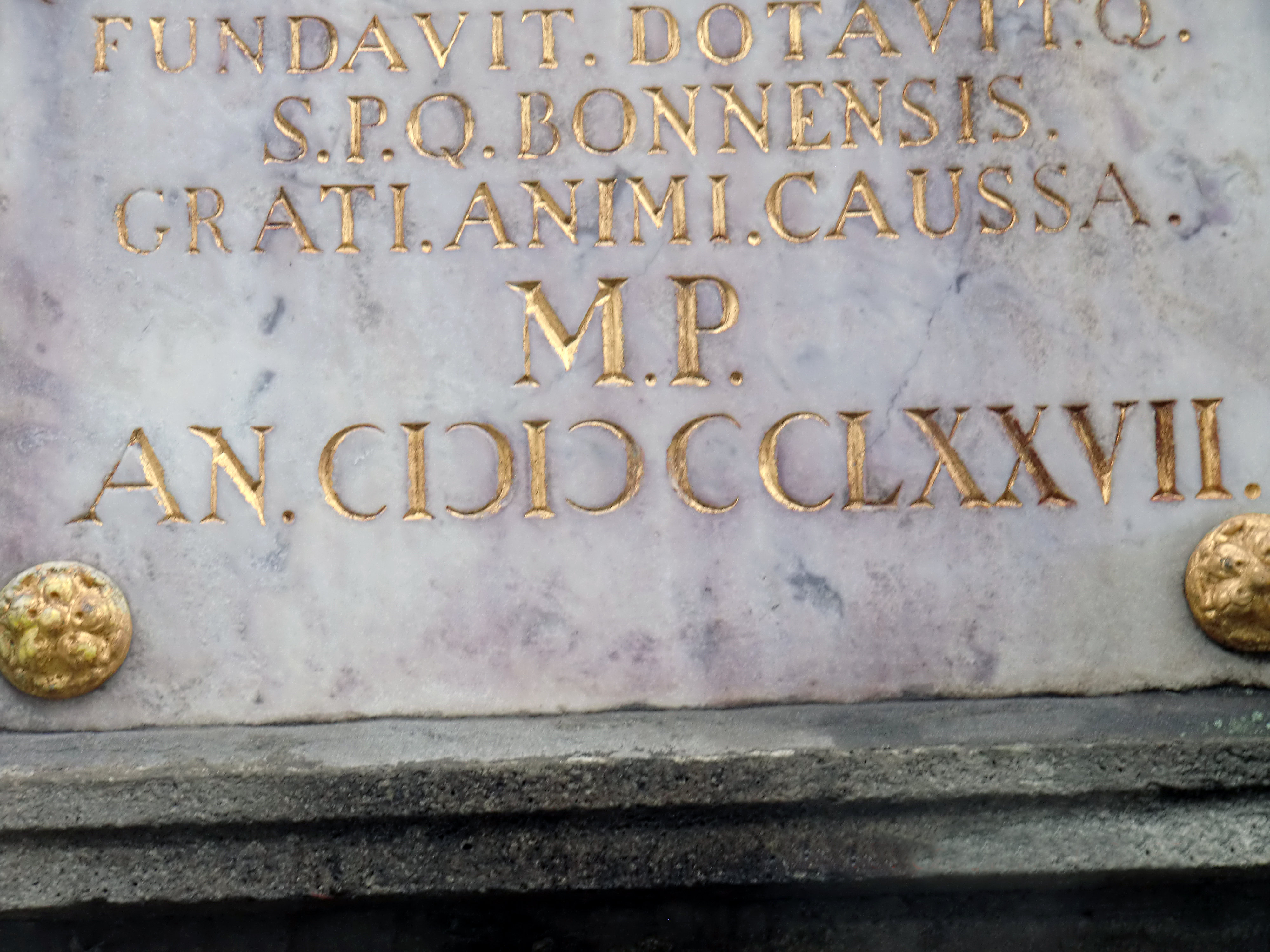
Jahreszahl
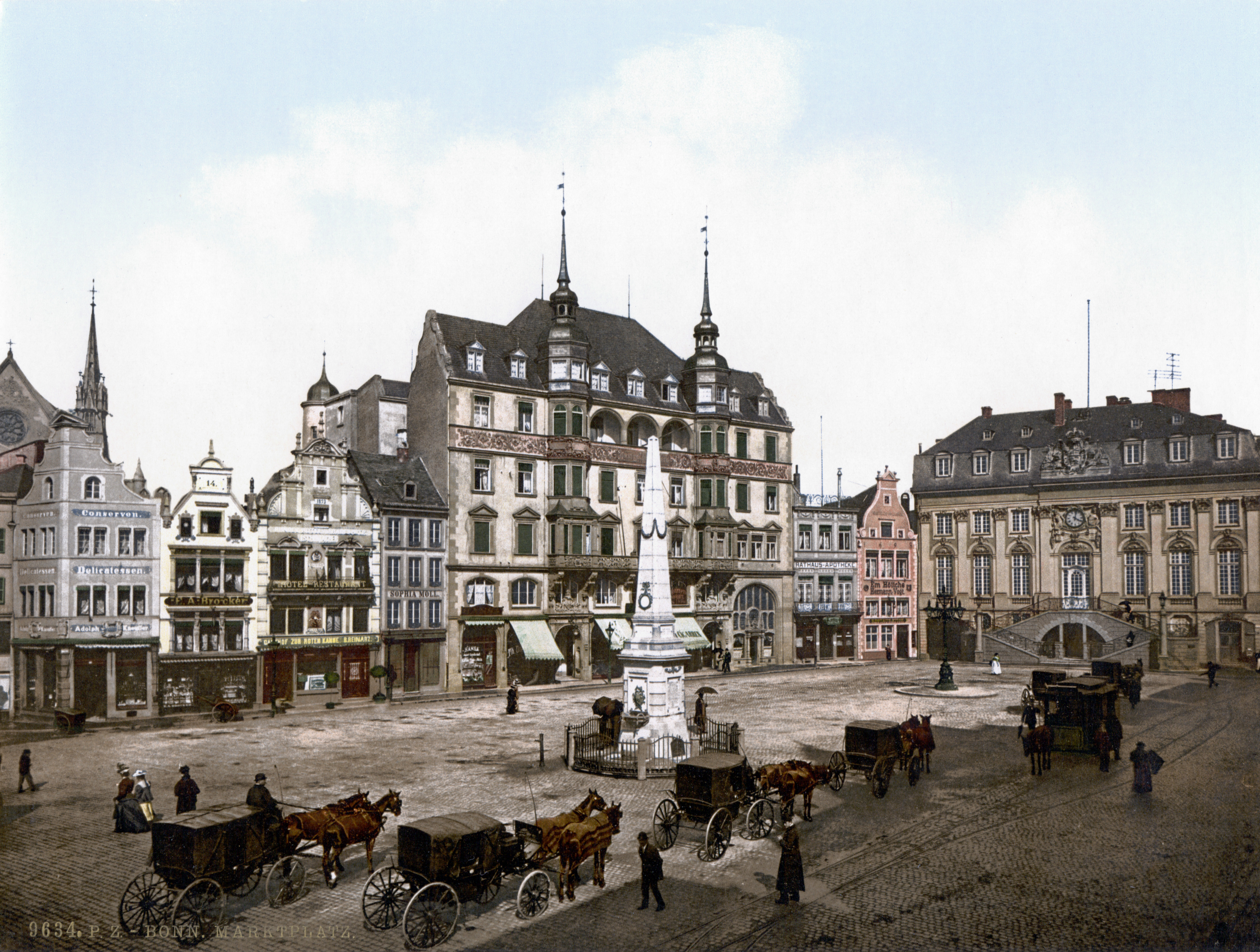
Blick auf den Markt mit Fontaine, um 1900